# Gilles Loiselle
Gilles Loiselle, PC (* 20. Mai 1929 in Ville-Marie, Québec; † 29. September 2022) war ein kanadischer Politiker der Progressiv-konservativen Partei Kanadas, der unter anderem zwischen 1988 und 1993 Mitglied des Unterhauses von Kanada sowie zeitweise Minister war.

## Leben
Loiselle absolvierte ein grundständiges Studium, das er mit einem Bachelor of Arts (B.A.) beendete. Er war danach als Verwaltungsmitarbeiter und Journalist tätig. Am 21. November 1988 wurde er im Wahlkreis Langelier als Kandidat der Progressiv-konservativen Partei Kanadas zum Mitglied des Unterhauses von Kanada gewählt und gehörte diesem bis zu seiner Niederlage bei der darauf folgenden Wahl am 25. Oktober 1993 an.
Loiselle war vom 30. Januar 1989 bis zum 24. Juni 1993 Staatsminister im Finanzministerium sowie zugleich zwischen dem 20. September 1990 und dem 24. Juni 1993 im 24. Kabinett von Premierminister Brian Mulroney Präsident des Schatzamtes. Im darauf folgenden 25. Kabinett von Premierministerin Kim Campbell bekleidete er vom 25. Juni bis zum 3. November 1993 das Amt des Finanzministers.